# Суханка
Суханка — опустевшая деревня в Карачевском районе Брянской области в составе Песоченского сельского поселения.

## География
Находится в восточной части Брянской области на расстоянии приблизительно 17 км по прямой на север-северо-восток от районного центра города Карачев.

## История
Упоминалась с XVIII века, бывшее владение Каменских, Соколовых и других. В 1866 году здесь (деревня Карачевского уезда Орловской губернии) было учтено 13 дворов. По состоянию на 2020 год опустела.

## Население
Численность населения: 104 человека (1866 год), 390 (1926), 0 человек в 2002 году, 1 в 2010.